# Świąteczna Zbiórka Żywności
Świąteczna Zbiórka Żywności – ogólnopolska zbiórka żywności organizowana rokrocznie od 1997 roku przez Federację Polskich Banków Żywności na przełomie listopada i grudnia na terenie sklepów. Jej celem jest zebranie żywności, która zostaje następnie przekazana w okresie przedświątecznym osobom najuboższym przez organizacje współpracujące z polskimi bankami żywności, a także zwrócenie uwagi na problemy biedy i niedożywienia w Polsce. Do 2012 roku zebrano łącznie ponad 6400 ton żywności.
Jednocześnie od 2002 roku Świąteczna Zbiórka Żywności przeprowadzana jest również w sklepach internetowych.

## Przebieg zbiórki
Świąteczna Zbiórka Żywności trwa trzy dni i odbywa się na terenie sklepów, galerii i centrów handlowych oraz super- i hipermarketów. W tym czasie do koszy ustawionych w pobliżu kas lub wyjść ze sklepu zbierana jest żywność. Główny nacisk stawiany jest na produkty z długim terminem przydatności do spożycia, jak np. słodycze, cukier, makaron, dżem, konserwy i olej. Zbiórka przeprowadzana jest również na rynkach hurtowych, gdzie pozyskuje się głównie świeże owoce i warzywa.
Za organizację zbiórki na terenie każdego ze sklepów odpowiadają wolontariusze, którzy informują klientów o najbardziej potrzebnych produktach, oraz obierają od nich żywność przy koszach. Są to najczęściej uczniowie szkół, studenci, harcerze, a także pracownicy przedsiębiorstw w ramach wolontariatu pracowniczego. W 2012 roku do organizacji zbiórki włączyło się blisko 50 000 wolontariuszy. Wolontariuszami podczas zbiórki są również, m.in. aktorzy, piosenkarze i dziennikarze.
Zebrana żywność trafia po zbiórce do magazynów lokalnych banków żywności, z których zostaje przekazana współpracującym organizacjom, m.in. domom samotnej matki, świetlicom środowiskowym, organizacjom zajmującym się pomaganiem ofiarom przemocy i bezdomnym.